# Джонстаун (округ Рок, Вісконсин)
Джонстаун (англ. Johnstown) — місто (англ. town) в США, в окрузі Рок штату Вісконсин. Населення — 766 осіб (2020).

## Демографія
Згідно з переписом 2010 року, у місті мешкало 778 осіб у 300 домогосподарствах у складі 233 родин. Було 316 помешкань
Расовий склад населення:
| - 99,5 % — білих |

До двох чи більше рас належало 0,4 %. Частка іспаномовних становила 0,8 % від усіх жителів.
За віковим діапазоном населення розподілялося таким чином: 19,4 % — особи молодші 18 років, 64,8 % — особи у віці 18—64 років, 15,8 % — особи у віці 65 років та старші. Медіана віку мешканця становила 45,7 року. На 100 осіб жіночої статі у місті припадало 106,9 чоловіків;  на 100 жінок у віці від 18 років та старших — 106,9 чоловіків також старших 18 років.
Середній дохід на одне домашнє господарство  становив 91 361 долар США (медіана — 82 500), а середній дохід на одну сім'ю — 101 137 доларів (медіана — 92 788). Медіана доходів становила 50 000 доларів для чоловіків та 37 500 доларів для жінок. За межею бідності перебувало 7,8 % осіб, у тому числі 16,8 % дітей у віці до 18 років та 7,4 % осіб у віці 65 років та старших.
Цивільне працевлаштоване населення становило 465 осіб. Основні галузі зайнятості: освіта, охорона здоров'я та соціальна допомога — 21,9 %, виробництво — 18,3 %, сільське господарство, лісництво, риболовля — 14,6 %.